# Mesosagitta minima
Mesosagitta minima är en djurart som tillhör fylumet pilmaskar, och som först beskrevs av Giovanni Battista Grassi 1881.  Mesosagitta minima ingår i släktet Mesosagitta och familjen Sagittidae. Inga underarter finns listade i Catalogue of Life.